# Trujillo (Hiszpania)
Trujillo – miasto w prowincji Cáceres w rejonie Estremadura. Zamieszkuje je 9 219 osób.
Jest to miejsce urodzenia Francisca Pizarra.

## Współpraca
- Almagro, Hiszpania
- Batalha, Portugalia
- Castegnato, Włochy
- Santa Fe de Antioquia, Kolumbia
- Piura, Peru
- Trujillo, Peru
- Trujillo, Honduras